# Silvio Hernández
Silvio Hernández del Valle (Veracruz, 31 de dezembro de 1908 - Cidade do México, 20 de março de 1984) foi um basquetebolista mexicano que integrou a Seleção Mexicana na conquista da Medalha de Bronze disputada nos XI Jogos Olímpicos de Verão em 1936 realizados em Berlim na Alemanha Nazi .